# Genoma do Neandertal
O Projecto do Genoma do Neandertal consistiu numa colaboração entre o Instituto Max Planck de Antropologia Evolutiva, de Leipzig e a 454 Life Sciences para a sequenciação do genoma do Neandertal (Homo neanderthalensis). O projecto foi anunciado em 2006 e o genoma completo foi publicado a 7 de Maio de 2010 na revista Science.
Os autores do estudo afirmam que o genoma comprova a existência de cruzamentos entre Neandertais e Homo sapiens sapiens modernos logo após a saída dos seres humanos de África entre 50 e 60 mil anos atrás. Um estudo, em 2016, utilizando os registros médicos eletrônicos e dados de ADN associados de mais de 28 000 indivíduos, mostra que o DNA Neanderthal produziu efeitos pequenos, mas significativos, sobre os riscos de desenvolvimento de depressão, lesões de pele, e coagulação sanguínea excessiva.
Outro estudo genético, em 2017, identificaram que certos traços que algumas pessoas têm hoje, tais como dificuldade em se bronzear, ser muito nocturna ou ter artrite, se deve a estes seus ancestrais antepassados.